# 6030 Zolensky
6030 Zolensky è un asteroide della fascia principale. Scoperto nel 1981, presenta un'orbita caratterizzata da un semiasse maggiore pari a 3,1555279 UA e da un'eccentricità di 0,0558659, inclinata di 5,31092° rispetto all'eclittica.
L'asteroide è dedicato all'impiegato americano della NASA Michael Zolensky.